# Брезє-при-Липоглаву
Брезє-при-Липоглаву (словен. Brezje pri Lipoglavu) — поселення в общині Любляна, Осреднєсловенський регіон, Словенія. Висота над рівнем моря: 420,2 м.